# 366689 Rohrbaugh
366689 Rohrbaugh è un asteroide della fascia principale. Scoperto nel 2003, presenta un'orbita caratterizzata da un semiasse maggiore pari a 2,3008370 UA e da un'eccentricità di 0,1290198, inclinata di 3,40610° rispetto all'eclittica.